# Simulium furcillatum
Simulium furcillatum är en tvåvingeart som beskrevs av Peter Wolfgang Wygodzinsky och Coscaron 1982. Simulium furcillatum ingår i släktet Simulium och familjen knott.
Artens utbredningsområde är Colombia. Inga underarter finns listade i Catalogue of Life.